# Anna Pollertová

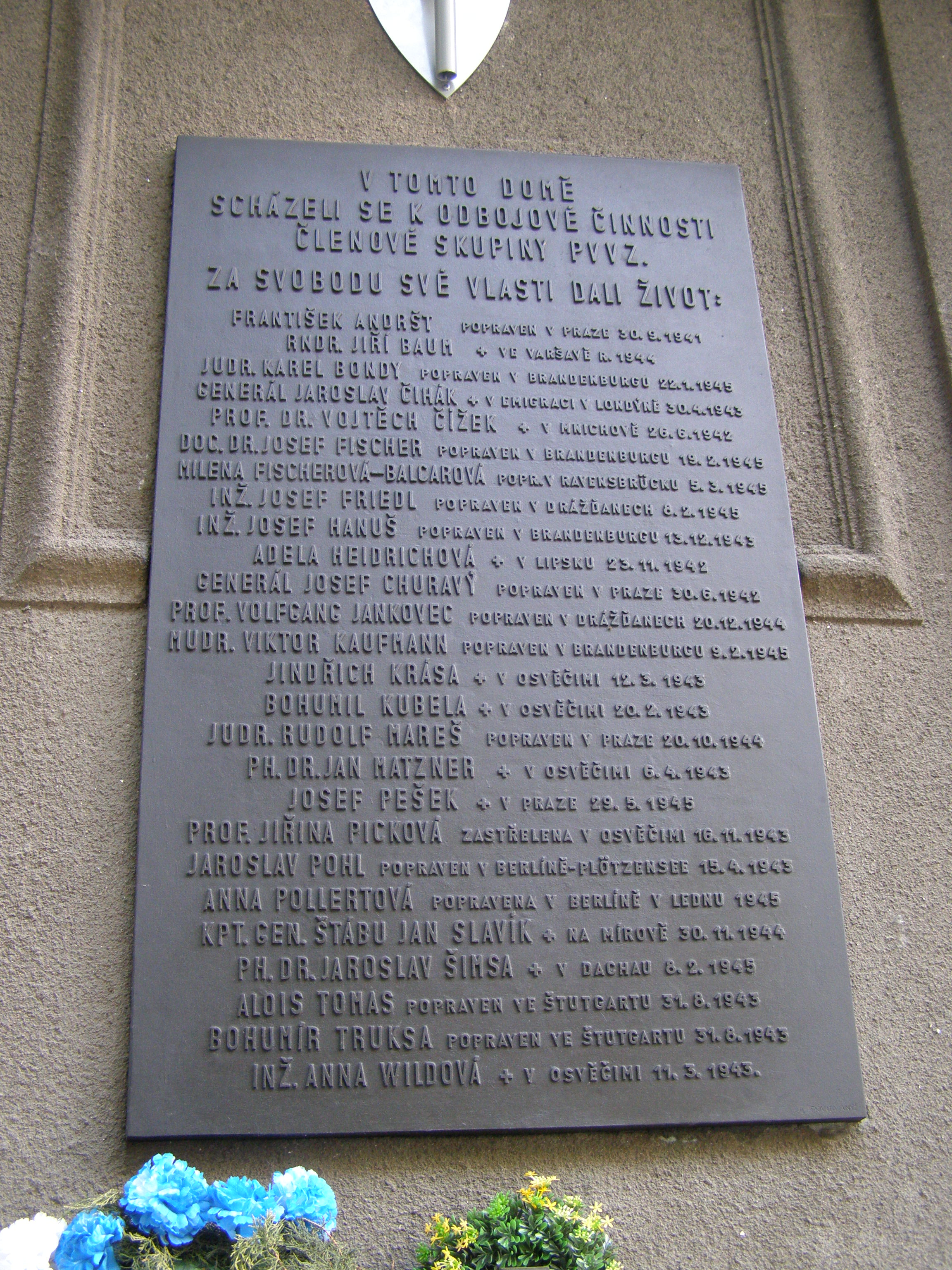
Pamětní deska odbojové
činnosti skupiny PVVZ
GPS:

Anna Pollertová, rodným jménem Baumová, (7. května 1899 Královské Vinohrady – 19. leden 1945 Berlín-Plötzensee) byla aktivní členkou Ženské národní rady (ŽNR). Díky svým kontaktům fungovala od počátku formování odbojového hnutí v protektorátu jako důležitá spojka mezi jednotlivými ilegálními skupinami. V odbojové organizaci Petiční výbor Věrni zůstaneme (PVVZ) působila jako tajemnice. Se svým bratrem Jiřím Baumem a jeho manželkou Růženou pracovala i pro ilegální organizaci RU-DA. Měla k dispozici také značný majetek, který neváhala poskytnout ve prospěch odbojové činnosti. Odbojářům v ilegalitě zajišťovala ubytování v některém ze svých bytů. Věnovala také finanční prostředky na nákup zásob a jiného technického vybavení potřebného pro fungování národního odboje.

## Stručný životopis

### Dětství
Anna Pollertová pocházela z intelektuální, typicky středostavovské židovské rodiny. Jejím otcem byl Josef Baum, velkoobchodník na Královských Vinohradech, z Ouval, syn Hynka Bauma a Antonie (rozené Federerové). Její matkou byla Františka Baumová (rozená Fischlová), dcera Filipa Fischla, statkáře v Nadějkově a Rosalie (rozené Steinerové). Bratr Jiří Baum byl pozdější zoolog, cestovatel a spisovatel.
Stejně jako její bratr Jiří i Anna hodně cestovala. Společně s ním například navštívila Jihoafrickou unii.[zdroj?] Určitou dobu také žila v Brazílii, kde se svým manželem Rudolfem Pollertem farmařila.

### V Brazílii
Jiří Baum, Anna Pollerová a Rudolf Pollert měli z minulosti úmluvu, že si společně založí podnik. Původně ho plánovali založit v USA. Anna Pollertová s manželem si však (kolem roku 1923) pořídili farmu v oblasti Quilombo poblíž města Campinas v Brazílii a rozhodli se tam nějaký čas farmařit. Asi 10 km od vlakové stanice „Capao Tasco“ bydleli na farmě („fazendě“). Jednalo se o jednoduchý domek tehdejšího brazilského venkova s podlahou z udusané hlíny, s okenicemi místo oken a bez zavedené elektřiny.
Život na brazilském venkově ve 20. letech se vyznačoval (v porovnání s tehdejším Československem) odlišnými klimatickými podmínkami, jinou mentalitou okolních lidí jakož i nezanedbatelnou technickou zaostalostí, která panovala v těchto odlehlých částech jihoamerického kontinentu. Pomocí improvizované míchačky na hlínu („amasadeira“) si manželé Pollertovi svépomocí vyráběli cihly a také sami pracovali na základech domu. Pollertovi se na statku v Brazílii věnovali především pěstování zemědělských plodin.
- Svoji dceru Irenu přivedla Anna na svět v porodnici („maternidade“)[4] v brazilském Sao Paulu v roce 1925.[3]
- O dva roky později, v roce 1927, se manželům Pollertovým narodil syn Jaromír (Herbert).[5]

### Návrat do Prahy
Po návratu do Československa se manželé Pollertovi věnovali podnikání. V Praze vlastnili několik obchodů, jeden například s masem a uzeninami.

## Účast v odboji
Do protinacistického národního odboje se Anna Pollertová zapojila velice záhy po okupaci vlasti a to především díky své předválečné činnosti pro ŽNR. K práci pro odboj ji přivedla JUDr. Milada Horáková – Králová brzy poté, co začala spolupracovat s JUDr. Karlem Bondym.
Do kontaktu s odbojovou skupinou RU-DA se Anna Pollertová dostala již v únoru roku 1939 a to opět díky Miladě Horákové.
Pro práci v odboji získala Anna též svého bratra přírodovědce, fotografa a cestovatele Jiřího Bauma. a jeho manželku Růženu těsně před vyhlášením protektorátu (tedy krátce po jejich návratu z cest po Africe). Anna se domnívala, že by její bratr mohl být (jako schopný a zapálený „fotoamatér“) členům skupiny RU-DA užitečný. Schůzka zakončená dohodou o spolupráci se odehrála v Annině bytě v Praze 12, v ulici „Ve Pštrosce 7“ (jehož nynější adresa je Anny Letenské 34/7, Praha 2 – Vinohrady).
Vzhledem k úzké odbojové spolupráci Anny Pollertové s Jiřím a Růženou Baumovými nelze jednotlivé akce přesně oddělit a následující popis ilegálních aktivit obsahuje jak aktivity Anny Pollertové, tak jejího bratra a jeho manželky.

### „Ve Pštrosce 7“

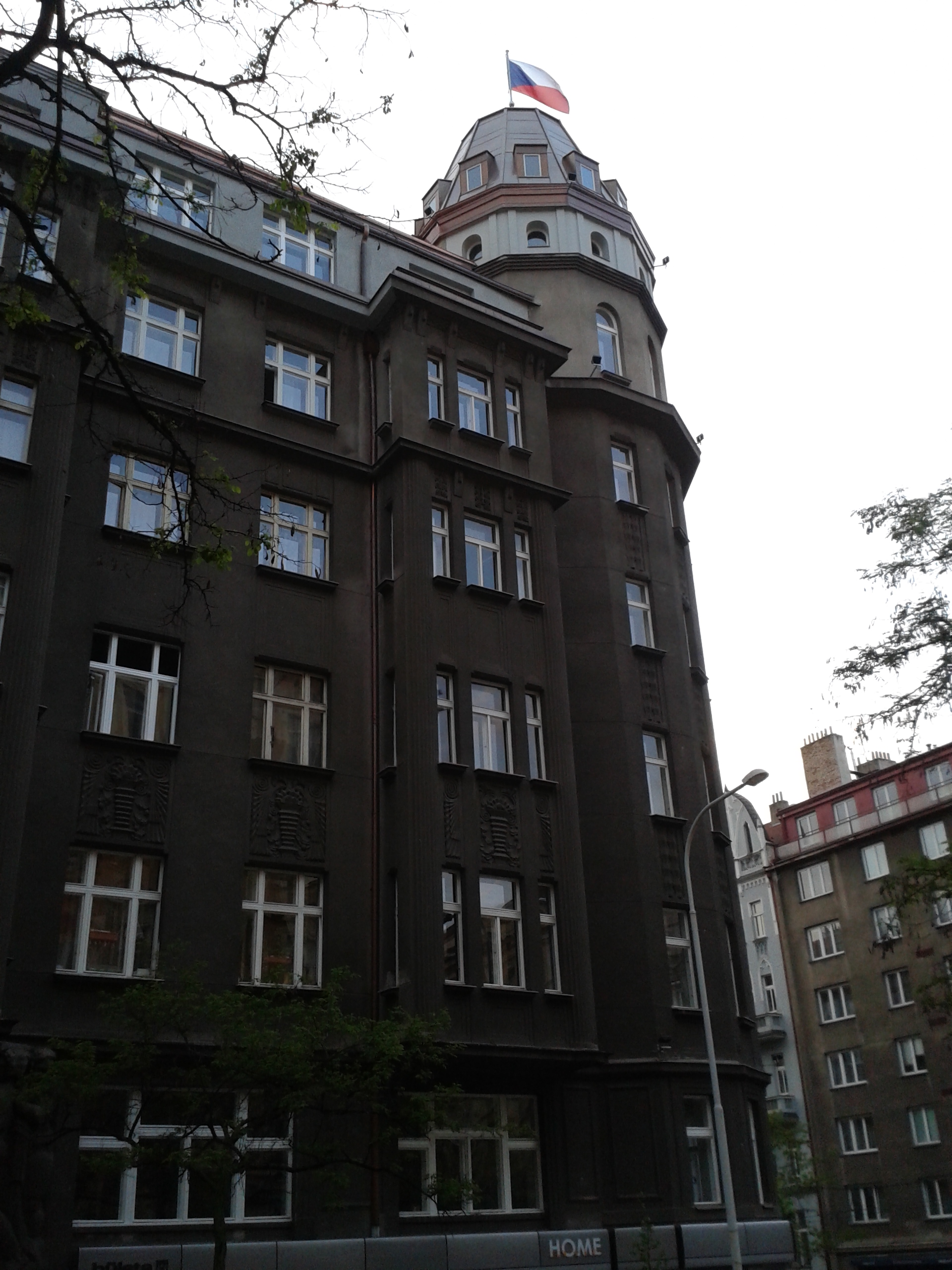
Dům v ulici Anny Letenské 7
GPS:

V bytě Anny Pollertové se posléze konaly i další schůzky představitelů odbojových skupin. V létě 1939 byl do tohoto bytu přiveden prof. dr. Vojtěch Čížek a o několik týdnů později docent dr. Josef Fischer.
Manželé Baumovi se v Annině bytě také zpočátku scházeli, například i proto, že u sebe v knihovně (ve zvlášť upravené skřínce) přechovávala „černý rozhlasový přijímač“. Letáky a různý listinný materiál ukrývala Anna ve „falešném stropě“ vitríny.
Skupina RU-DA (ještě před navázáním spolupráce s Annou Pollertovou) zprostředkovávala odesílání zpráv do zahraničí především přes francouzské vyslanectví, které je posílalo dál, zejména do Francie. Kontakt s francouzskou zaměstnankyní vyslanectví udržovala členka skupiny RU-DA „Božička“ Hovorková. Ta na velvyslanectví předávala zprávy, určené k transportu do zahraničí. Božička odmítla další spolupráci v létě 1939. V této době prof. dr. Vojtěch Čížek následkem duševního přepracování a vyčerpání začal budit známky „ustrašenosti“. Ukončením spolupráce s Božičkou tak skupina prof. dr. Vojtěcha Čížka přišla o spojení se zahraničím. Organizace RU-DA byla o přerušení spojení informována. „Nasměrovala“ proto prof. Čížka do bytu Anny Pollertové v domnění, že by ho „spolupráce na jiném odbojovém úseku“ mohla dostat „z částečné depresivní krize“.
V bytě Anny Pollertové se tedy prof. Čížek seznámil s manželi Baumovými i doc. dr. Josefem Fischerem. Většina schůzek v bytě Pollertových měla informativní ráz, protože zvláštní úkoly byly projednávány s jednotlivými účastníky zvlášť (z důvodů konspirace a vyšší bezpečnosti).
V bytě Anny a Rudolfa Pollertových se také rozmnožovaly protinacistické tiskoviny, které manželé Baumovi – a zejména Růžena – roznášeli na určená místa.
V tomto bytě se rovněž odehrály první pokusy s pořizováním zmenšených zpráv – nakonec se skupině podařilo dosáhnout zmenšení kopií až na 4 x 7 mm. Pořizování takovýchto „miniaturních fotozpráv“ bylo specialitou manželů Baumových.

### Fotopráce Jiřího Bauma
Jiří Baum se věnoval také „ofotografovávání různých zpráv, plánů apod.“, především pro ilegální organizaci RU-DA. Tyto materiály následně sloužily k odesílání do zahraničí (obvykle „kurýrní cestou“).

### Akce „Mikrofona“
V roce 1941 se jim podařilo ofotografovat „plány německých typů radiopřístrojů pro přistávání letadel za mlhy“. Plány se skupině podařilo dostat z elektrotechnické továrny Mikrofona ve Strašnicích, kterou kontrolovala německá armáda, následujícím způsobem: Plány „byly v noci vyjmuty z ohnivzdorné pokladny“. Akci provedl ředitel továrny Rudolf Cipra, který patřil k užšímu okruhu odbojové skupiny RU-DA. Ten poté plány předal „i s aktovkou“ u Olšanských hřbitovů Rudolfu Císařovi, který je ihned odvezl autem do bytu manželů Baumových. Ti následně vyrobili fotokopie. Celá akce proběhla ve velmi krátkém čase a nakonec materiály Rudolf Císař znovu odvezl k Olšanským hřbitovům, kde je i s aktovkou vrátil řediteli Rudolfu Ciprovi zpět.

### Fotografování letadel
Baumovi se dále věnovali fotografování nových typů letadel, přičemž pro získání jejich výrobních plánů použili obdobný postup jako u akce „Mikrofona“. Získání kopií plánů nového typu letadla bylo důležité především kvůli nákresu jejich speciálních nových typů křídel a kvůli postupu výroby, uvedeném v legendě plánů.

### Albertov
Dále se manželé Baumovi snažili zachytit a zdokumentovat práci německých výzkumníků v Praze na Albertově, kde se prováděly experimenty týkající se vojenského využití atomové energie.

### Snímky nacistických zvěrstev
Jiří Baum se věnoval i rozšiřování fotografické dokumentace „zvěrstev spáchaných nacisty u nás“. Tyto snímky byly údajně určeny pro sovětský konzulát, na nějž se dostávaly prostřednictvím jeho zaměstnance Kurta Konráda – Beera.

### Pronájmy bytů k ilegálních schůzkám
Mimo těchto odborných a přímých prací manželé Baumovi do odboje přispěli zprostředkováním pronájmu dvou samostatných bytů. Ty posléze sloužily k tajným schůzkám účastníků, k úschově různých materiálů a pomůcek, také jako zásobárna potravin a potřeb pro spolupracovníky v ilegalitě nebo na útěku. Pronájem byl zajišťován správcem domů panem Jiřím Kociánem a Annou Pollertovou. Jeden z těchto bytů se nacházel na Praze 2, na Vyšehradské třídě č. 416. Druhý se nalézal přímo v domě v Přemyslovské ulici č. 28 na Praze 12, kde manželé Baumovi současně obývali i svůj soukromý byt. Oficiálně byl druhý byt zaregistrován na jméno Fabera.
Anna Pollertová opatřovala ilegální ubytování pro členy organizace PVVZ. Jménem Zdeny Pátkové najímala mnoho bytů v různých částech města, kde pod smyšlenými jmény JUDr. Karel Bondy, prof. dr. Vojtěch Čížek, doc. dr. Josef Fischer, generál Jaroslav Čihák a ostatní trávili příležitostně jednotlivé noci. Další přístřeší používané pro tyto účely příležitostně poskytoval i byt manželů Baumových.

### Transport a ukrývání doc. dr. Josefa Fischera
Na jaře v roce 1940 byl na doc. dr. Josefa Fischera vydán zatykač. Jiří Baum tuto zprávu ihned předal své sestře Anně, která projevila notnou dávku osobní statečnosti, když spolu s MUDr. Viktorem Kaufmannem ihned odjela do nemocnice v Poličce, kde se hledaný doc. Fischer pod pseudonymem skrýval. (Záštitu mu poskytl jeden tamější spolupracující lékař.) Pollertová s Kaufmannem přivezli (celostátně hledaného uprchlíka) doc. dr. Fischera (alias Pepíčka) do Prahy a ukryli ho v bytě Baumových. Pro větší bezpečnost se u nich zdržoval prvních 12 dní pouze ve dne – v noci ho přemisťovali o patro výš ke spolupracovníkovi Jiřímu Kochtovi (příbuzný Anny Pollertové). Aby byla ztížena identifikace doc. dr. Josefa Fischera byl změn jeho vzhled (světlé vlasy a vousy nabarveny černou barvou, kterou zajistil jistý kadeřník z Prahy 7). Po změně vzhledu doc. Fischer od Baumů (v doprovodu dalšího spolupracovníka) odešel a na smluveném místě se ho ujala další spojka.
Doc. Josefu Fischerovi se povedlo nakrátko uniknout do Hradce Králové. Tam však byl dne 28. října 1941 zatčen.

### Péče o rodiny uvězněných odbojářů
Anna Pollertová také pečovala o rodiny uvězněných odbojářů a podporovala je finančně i radami.

### Pomoc „paní Věry“ „Vlkovi“
Její odvaha neznala hranic. Podle svědectví jejích spolupracovníků se jí podařilo doslova „ukrást“ z domu, kde byl ilegálně ubytován plukovník Josef Churavý (krycí jméno Vlk) aktovku s usvědčujícími důkazy poté, co byl Churavý zatčen (9. října 1941 ve 21 hodin na nábřeží Na Františku).
Druhý den po zatčení Churavého gestapo odjelo do jeho ilegálního bytu a přivezlo kufřík s prádlem a bytnou paní Kratochvílovou, která jim řekla, že v bytě plukovník Churavý nic jiného neměl. Gestapo hledalo především psací stroj a aktovku s dokumenty. Paní Kratochvílová (na žádost Churavého) nakonec řekla, že jeho věci odpoledne (10. října 1941) odnesla nějaká „paní Věra“. Tu později také zatkli, ale ta vše popřela. Věci doličné tak zmizely ze světa. „Paní Věra“, kterou ani Churavý a ani paní Kratochvílová neprozradili, byla ve skutečnosti Anna Pollertová. Ta odnesla z inkriminovaného bytu (těsně před prohlídkou gestapa) nejen psací stroj, kufr s písemnostmi jakož i větší částku peněz. (Manželka Josefa Churavého paní Marie Churavá tuto informaci získala zprostředkovaně když byla vězněna (v roce 1944) v KT Malé pevnosti v Terezíně.)

### Pomoc Ludmile Marešové
Po neúspěšném zátahu na odbojáře Dr. Rudolfa Mareše v rodinné vilce na okraji Prahy ve Lhotce - Zálesí a jeho „ponoru“ do ilegality načas gestapo ztratilo jeho stopu a domnívalo se, že Mareš emigroval. Po zatčení plukovníka Josefa Churavého (viz výše) získalo gestapo jeho zápisky, ze kterých bylo patrno, že Rudolf Mareš neopustil protektorát, ale že pracuje dále pro odboj skrytý v ilegalitě. Ve snaze zvýšit šanci na jeho dopadení pokusili se neúspěšně zatknout i jeho manželku Ludmilu Marešovou. Té se podařilo uniknout a byla nucena se dále skrývat. První noc strávila Ludmila Marešová u paní Blažkové – dcery biskupa Vančury. Pak se jí ujala Anna Pollertová, která už v té době pobývala v ilegalitě a pracovala jako tajemnice odbojové organizace PVVZ. Ludmila Marešová se skrývala téměř až do konce války (mimo jiné i na evangelické faře v Prosetíně) i když po zatčení jejího manžela (12. července 1942) po ní gestapo přestalo pátrat.

### Finanční podpora odboje
Anna Pollertová nerezignovala ani po svém zatčení a všemožně se snažila dál šířit zprávy o osudech svých kolegů například prostřednictvím motáků, všitých do prádla. V jednom z motáků píše, že to, co dělala (odboj), pro ni byla v životě nejdůležitější práce a že bere i to, že zaplatí cenu nejvyšší.
Anna se kromě své osobní práce angažovala v odboji i finančně. Vlastnila velký rohový činžovní dům v Praze 2 na Vinohradech v ulici Anny Letenské 34/7 (tehdejší ulice Ve Pštrosce 7). V roce 1939 zastavila svůj majetek v hodnotě 2,5 milionu českých korun. Ty pak použila k financování ilegálních aktivit. Díky tomu mohla odboji poskytovat značné finanční částky. Další peníze si vypůjčila od příbuzných, především od Dr. A. Neumana. Její finance putovaly například k podnikům pro odboj v USA, kde spolupracovala s paní Petránkovou-Koušovou. Anna Pollertová zakoupila pro odbojové účely „rozmnožovací stroj“ a byty, které skýtaly úkryt pronásledovaným, zařizovala nábytkem a také pro stíhané osoby opatřovala potraviny. Anna se také stýkala s vojenskou skupinou (nejspíše je míněna některá z větví národního odboje složená z bývalých vojáků).
Anna Pollertová opatřila také sto tisíc korun, které profesor Dr. Vojtěch Čížek uložil v profesorské záložně. Tyto peníze byly vybírány podle potřeb odboje, podobně jako peníze, které dostal do úschovy JUDr. Vladimír Klouda. Z těchto peněz byly placeny součástky k vysílačkám; z nich žili lidé pracující v ilegalitě; z těchto peněz byly podporovány i rodiny zatčených odbojářů.

## V ilegalitě
V zájmu zachování svého bezpečí se musela do ilegality uchýlit po čase i Anna Pollertová. Manželé Baumovi měli možnost se s ní scházet v bytě jisté majitelky mlékárny na Žižkově, který se nacházel na rohu Lucemburské ulice č. 16. Někdy bylo možné zahlédnout Annu na konečné stanici elektrické dráhy č. 2 na Floře. V ilegalitě strávila Anna jeden a půl roku.

## Odhalení
Anna Pollertová – důležitá spojka PVVZ a poskytovatelka bytů a nemovitostí ilegálním pracovníkům byla každodenně vystavena nebezpečí dekonspirace. Několikrát se ocitla přímo v epicentru riskantních operací (převoz doc. Josefa Fischera a jeho následné ukrývání po pražských bytech; bleskový odvoz citlivých dokumentů z ilegálního bytu plukovníka Churavého, ...). Paradoxně byla odhalena až s rozkrytím tzv. "archivu" PVVZ.
V říjnu 1941 při zatýkání Ing. Josefa Friedla byl zatčen i účetní Jindřich Krása z Laichterova nakladatelství. V jeho bytě (Havlíčkovo náměstí 182/1, Praha 3, za protektorátu Husovo náměstí) byla uložena důležitá část tzv. "archivu" organizace PVVZ. Na základě výpovědi Jindřicha Velinského (alias Viktora, pozdějšího konfidenta gestapa) přinutili němečtí vyšetřovatelé Jindřicha Krásu, aby tento „archiv“ PVVZ vydal. Archiv obsahoval většinu zpravodajského materiálu z posledního období (cca rok zpět), zprávy politického charakteru ale především systém krycích adres, které PVVZ při své ilegální činnosti intenzívně používalo ke vzájemnému „propojení“. Získání krycích adres umožnilo gestapu bez velké námahy zlikvidovat (do konce ledna 1942) naprostou většinu organizační sítě PVVZ a citelně zasáhlo i ÚVOD. Důsledné vytěžení „archivu“ komisařem Gallem bylo základem obvinění a rozsudků později vynesených nad zatčenými členy organizace PVVZ.

## Zatčení a věznění
Anna Pollertová byla zatčena 21. října 1941, uvězněna v Praze na Karlově náměstí ve vězení pražského gestapa (Karlovo náměstí 6/20, v budově bývalého Trestního soudu). Z Karlova náměstí putovala do Malé pevnosti v Terezíně. Odtud byla Anna Pollertová transportována (v září 1942) do Říše (tam byla vězněna v Lipsku a v Drážďanech).
Jiří a Růžena Baumovi naposledy spatřili Annu Pollertovou v okně vězení na Karlově náměstí, v zadním traktu směřujícím do Lazarské ulice. Toto letmé shledání se uskutečnilo na Annino přání. Manželé Baumovi s sebou přivezli v kočárku i svého malého syna Petra, aby ho Anna ještě mohla naposledy vidět. V té době již byla se svým manželem Rudolfem rozvedená.
Baumovým přicházely z vězení pravidelné „motáky“ v podobě morseových zpráv, vyšitých v lemech oděvů a prádla. Během svého věznění na Karlově náměstí byla A. Pollertová alespoň v nepatrném kontaktu se svými spoluvězni – na ženském oddělení byla zavřena například její další spolupracovnice Jiřina Picková.
Nezanedbatelnou roli ve vězení sehrál zatčený Viktor Kaufmann. Jako lékař byl pověřen, aby prováděl tzv. „marodku“, protože vězeňský lékař z Pankráce Mudr. Navarra do té doby musel do vězeňské marodky na Karlově náměstí dojíždět. Viktor Kaufmann tak získal větší možnost pohybu, snadněji se jeho prostřednictvím distribuovaly motáky a dostalo se k němu více jídla, čehož využil, aby ho poskytl nejpotřebnějším a časem i na ženské oddělení, kde byla umístěna i Anna Pollertová.

## Odsouzení a poprava
14. listopadu 1944) byla odsouzena zvláštním senátem v Berlíně pro přípravu velezrady k trestu smrti. Spolu s ní byli odsouzeni i doc. dr. Josef Fischer, MUDr. Viktor Kaufmann a doktor Karel Bondy. Její poprava v Berlíně-Plötzensee proběhla 19. ledna 1945.

## Galerie

Členové rodiny
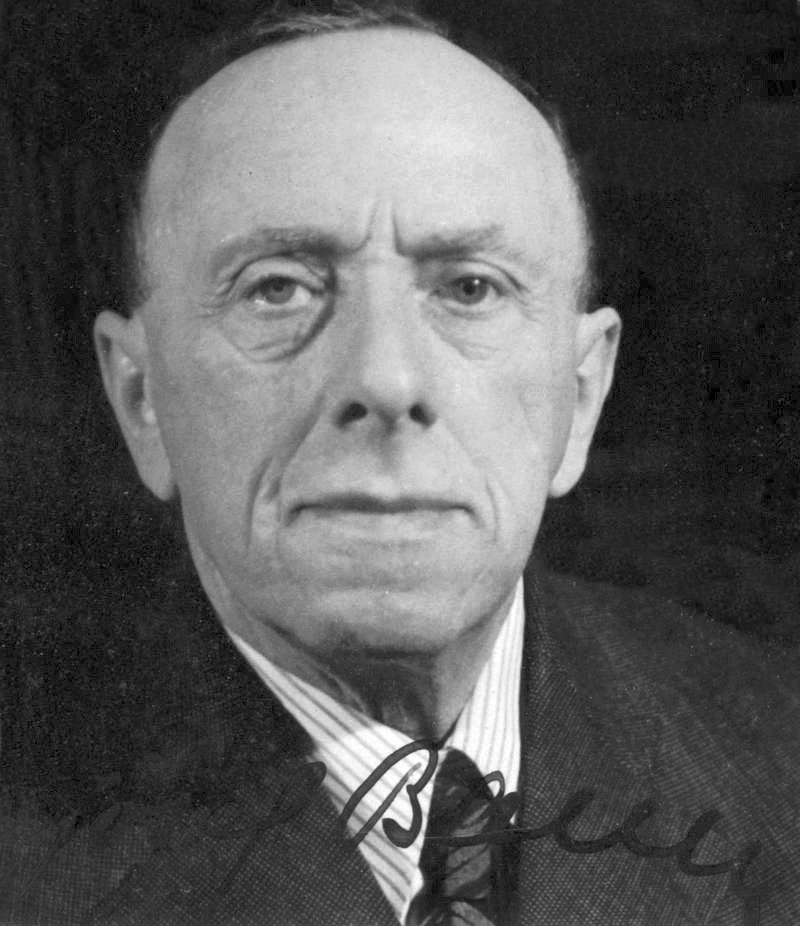
Otec: Josef Baum
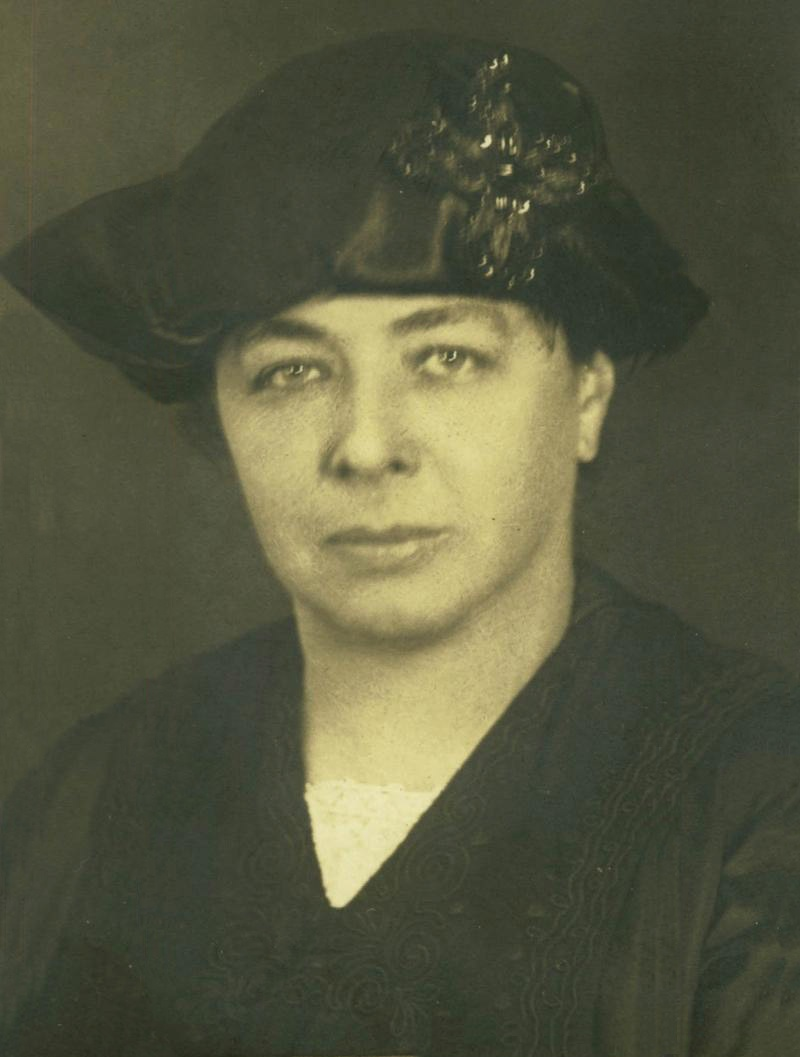
Matka: Františka Baumová (rozená Fischlová)
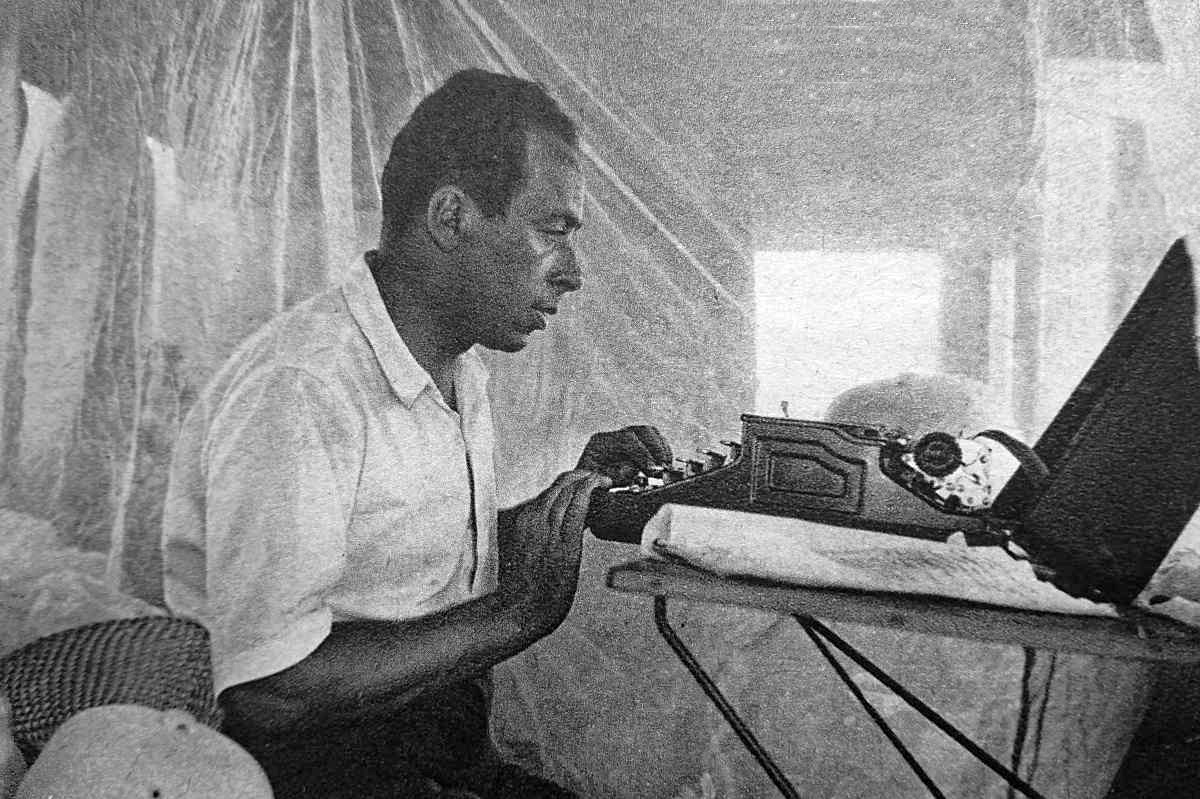
Bratr: Jiří Baum
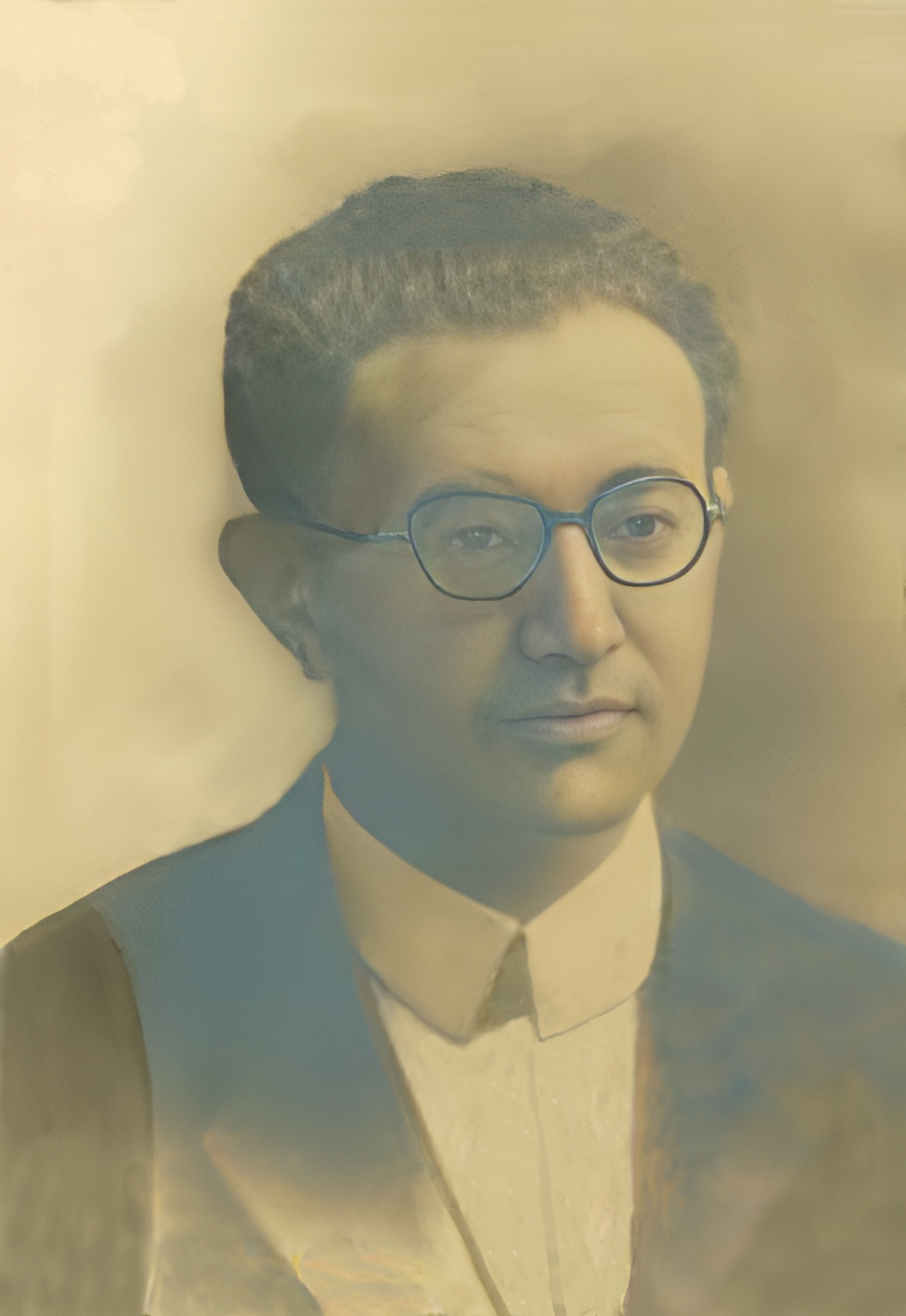
Manžel: Rudolf Pollert
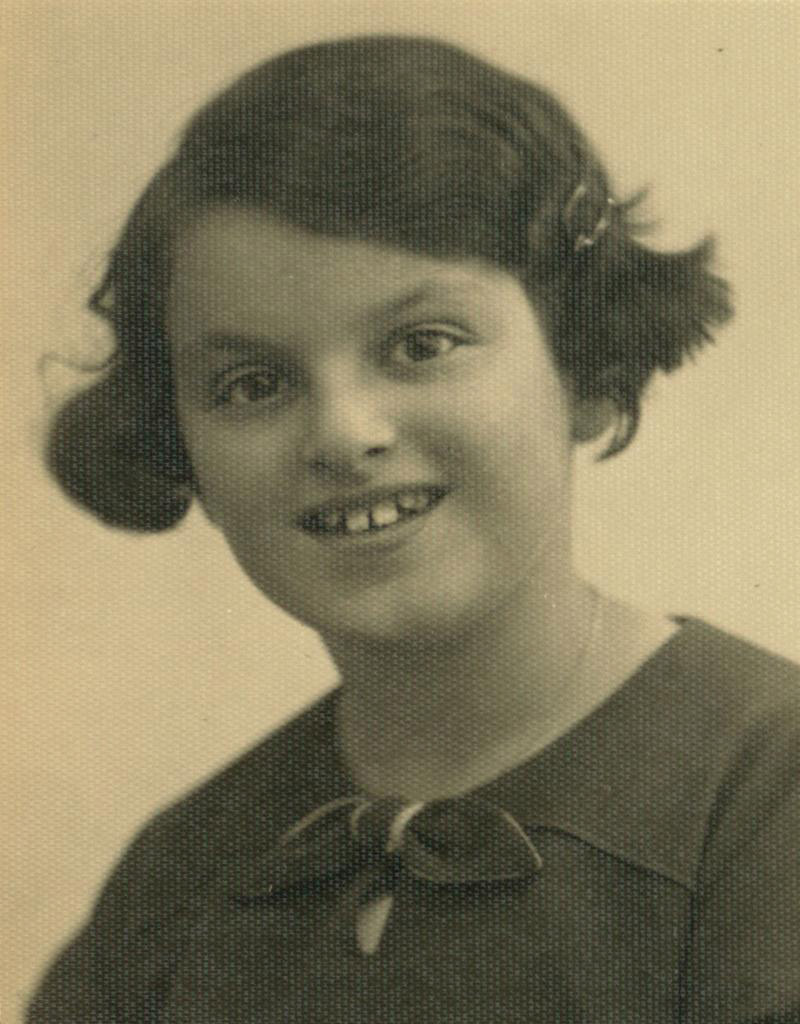
Dcera: Irena Pollertová v dětském věku
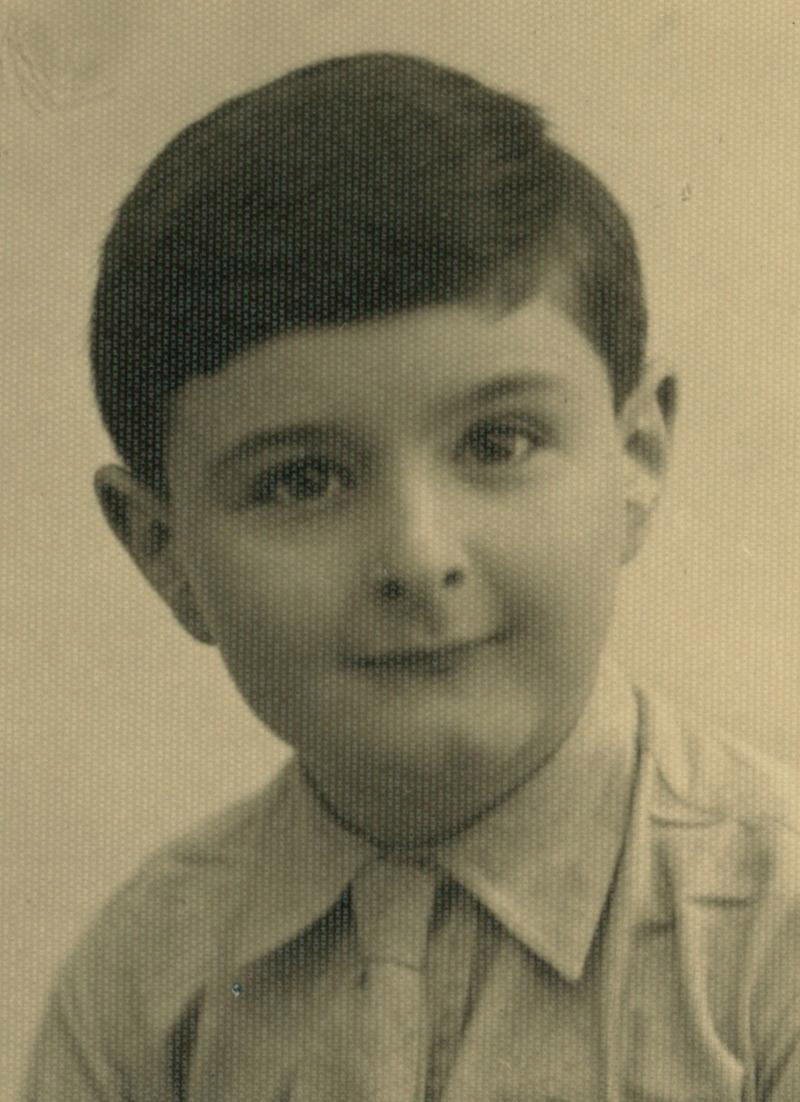
Syn: (Herbert) Jaromír Pollert v dětském věku
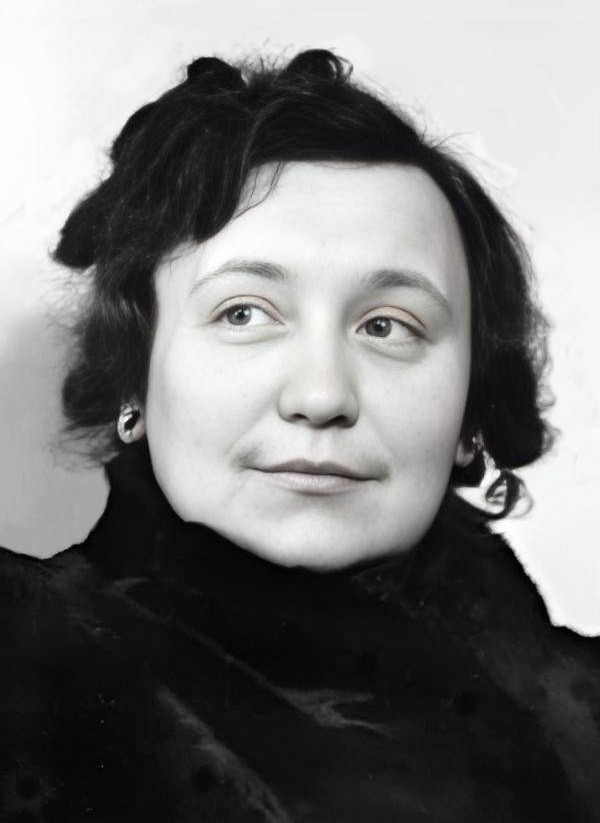
Švagrová: Růžena Fikejzlová-Baumová